# Bob vid olympiska vinterspelen 1932
Resultaten från tävlingarna i bob vid olympiska vinterspelen 1932.

## Medaljörer
| Spel                          | Guld                                                    | Silver                                                         | Brons                                                          |
| Herrar, fyramanna Detaljer... | USA William Fiske Eddie Eagan Clifford Gray Jay O'Brien | USA Henry Homburger Percy Bryant Francis Stevens Edmund Horton | Tyskland Hans Mehlhorn Max Ludwig Hanns Kilian Sebastian Huber |
| Herrar, tvåmanna Detaljer...  | USA Hubert Stevens Curtis Stevens                       | Schweiz Reto Capadrutt Oscar Geier                             | USA John Heaton Robert Minton                                  |

## Deltagande nationer

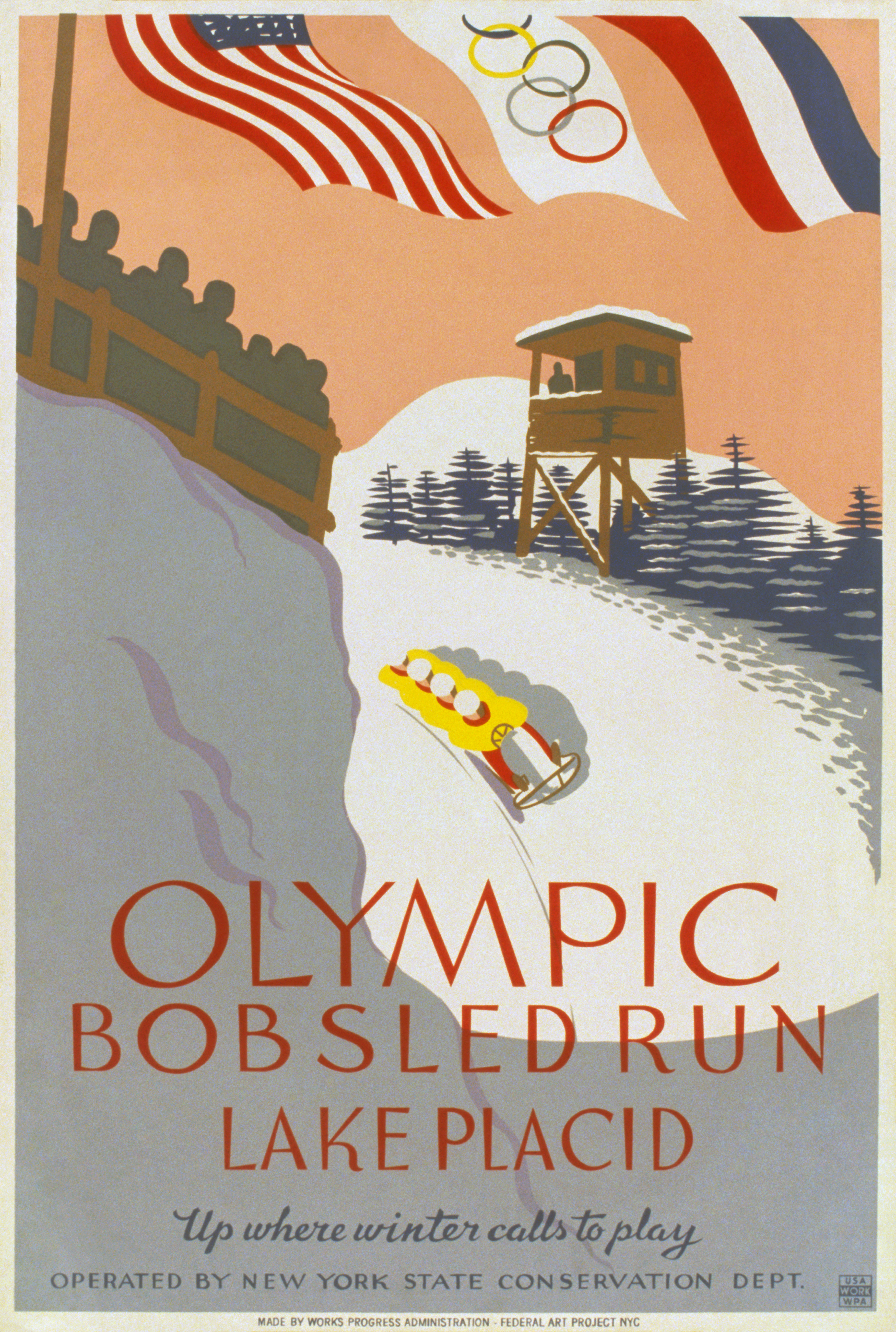
En poster om tävlingarna i bob vid spelen 1932

Endast Österrike, Belgien och Frankrike deltog i två-mans. Elva åkare deltog i båda grenarna Totalt 41 åkare från åtta länder deltog i tävlingarna
- Österrike
- Belgien
- Frankrike
- Tyskland
- Italien
- Rumänien
- Schweiz
- USA

## Medaljtabell
| Pl. | Nation   | Guld | Silver | Brons | Totalt |
| --- | -------- | ---- | ------ | ----- | ------ |
| 1   | USA      | 2    | 1      | 1     | 4      |
| 2   | Schweiz  | 0    | 1      | 0     | 1      |
| 3   | Tyskland | 0    | 0      | 1     | 1      |